# Чорногорія на літніх Олімпійських іграх 2008
Чорногорія на літніх Олімпійських іграх 2008 в Пекіні була представлена 19 спортсменами (17 чоловіками та 2 жінками) в 6 видах спорту — легка атлетика, бокс, дзюдо, стрільба, плавання та водне поло. Прапороносцем на церемонії відкриття Олімпіади був ватерполіст Велько Ускокович.
Чорногорія, як незалежна держава, вперше взяла участь в літніх Олімпійських іграх. Чорногорські спортсмени не здобули жодної медалі.

## Учасники
| Вид спорту     | Чоловіки | Жінки | Загалом |
| -------------- | -------- | ----- | ------- |
| Легка атлетика | 1        | 1     | 2       |
| Бокс           | 1        | 0     | 1       |
| Дзюдо          | 1        | 0     | 1       |
| Стрільба       | 1        | 0     | 1       |
| Плавання       | 0        | 1     | 1       |
| Водне поло     | 13       | 0     | 13      |
| Загалом        | 17       | 2     | 19      |

## Бокс
| Спортсмен       | Категорія | 1/32 фіналу                | 1/16 фіналу        | Чвертьфінали       | Півфінали          | Фінал / БМ         | Фінал / БМ        |
| Спортсмен       | Категорія | Суперник Результат         | Суперник Результат | Суперник Результат | Суперник Результат | Суперник Результат | Місце             |
| --------------- | --------- | -------------------------- | ------------------ | ------------------ | ------------------ | ------------------ | ----------------- |
| Мілорад Гайович | до 91 кг  | Еліас Павлідіс (GRE) L 3–7 | завершив змагання  | завершив змагання  | завершив змагання  | завершив змагання  | завершив змагання |

## Дзюдо
| Спортсмен        | Категорія           | 1/32 фіналу                   | 1/16 фіналу                      | 1/8 фіналу                | Чвертьфінали                   | Півфінали          | Втішний поєдинок                        | Фінал / БМ         | Фінал / БМ        |
| Спортсмен        | Категорія           | Суперник Результат            | Суперник Результат               | Суперник Результат        | Суперник Результат             | Суперник Результат | Суперник Результат                      | Суперник Результат | Місце             |
| ---------------- | ------------------- | ----------------------------- | -------------------------------- | ------------------------- | ------------------------------ | ------------------ | --------------------------------------- | ------------------ | ----------------- |
| Срджан Мрвалєвич | до 81 кг (чоловіки) | Юссеф Бадра (TUN) W 0020–0010 | Хосе Мба Нчама (GEQ) W 1011–0000 | Гуо Лей (CHN) W 0111–0001 | Гійом Елмонт (NED) L 0000–0010 | не пройшов         | Дамдинсуренгійн Нямху (MGL) L 0000–1002 | завершив змагання  | завершив змагання |

## Легка атлетика
Трекові і шосейні дисципліни
| Спортсмен         | Дисципліна                  | Фінал     | Фінал |
| Спортсмен         | Дисципліна                  | Результат | Місце |
| ----------------- | --------------------------- | --------- | ----- |
| Горан Стоїлькович | марафонський біг (чоловіки) | 2:28:14   | 62    |

| Спортсмен        | Дисципліна   | Гіт       | Гіт   | Чвертьфінал        | Чвертьфінал        | Півфінал           | Півфінал           | Фінал              | Фінал              |
| Спортсмен        | Дисципліна   | Результат | Місце | Результат          | Місце              | Результат          | Місце              | Результат          | Місце              |
| ---------------- | ------------ | --------- | ----- | ------------------ | ------------------ | ------------------ | ------------------ | ------------------ | ------------------ |
| Мілена Милашевич | 100 м, жінки | 12.65     | 8     | завершила змагання | завершила змагання | завершила змагання | завершила змагання | завершила змагання | завершила змагання |

## Плавання
| Спортсмен  | Дисципліна           | Попередній заплив | Попередній заплив | Півфінал           | Півфінал           | Фінал              | Фінал              |
| Спортсмен  | Дисципліна           | Час               | Місце             | Час                | Місце              | Час                | Місце              |
| ---------- | -------------------- | ----------------- | ----------------- | ------------------ | ------------------ | ------------------ | ------------------ |
| Марина Куч | 200 м брасом (жінки) | 2:31.24           | 31                | завершила змагання | завершила змагання | завершила змагання | завершила змагання |

## Стрільба
| Спортсмен        | Дисицпліна                             | Кваліфікація | Кваліфікація | Фінал             | Фінал             |
| Спортсмен        | Дисицпліна                             | Бали         | Місце        | Бали              | Мічце             |
| ---------------- | -------------------------------------- | ------------ | ------------ | ----------------- | ----------------- |
| Нікола Шаранович | пістолет, 50 м (чоловіки)              | 535          | 45           | Завершив змагання | Завершив змагання |
| Нікола Шаранович | пневматичний пістолет, 10 м (чоловіки) | 570          | 41           | Завершив змагання | Завершив змагання |